# Pfasserspitze
Die Pfasserspitze (auch Gfaserspitze) ist ein 3444 m hoher Berg im Schnalskamm in den Ötztaler Alpen. Sie liegt genau auf der Grenze zwischen der italienischen Provinz Südtirol und dem österreichischen Bundesland Tirol.

## Lage und Umgebung
Die Pfasserspitze erhebt sich im von West nach Ost verlaufenden Schnalskamm zwischen der Hinteren Schwärze (3624 m), von der sie durch das Rossbergjoch getrennt ist, und der Rötenspitze (3393 m), die hinter der Pfasserscharte aufragt. Der Gipfel präsentiert sich dabei als langgezogener Kamm. Südseitig fällt der Bergaufbau über einen Grat ins Pfossental ab und ist Teil des Naturparks Texelgruppe. Die Nordseite wird von der Gletscherfläche des Schalfferners eingerahmt, der nahe an den Gipfel heranreicht.